# Бранде-Хернеркирхен
Бранде-Хернеркирхен (њем. Brande-Hörnerkirchen) општина је у њемачкој савезној држави Шлезвиг-Холштајн. Једно је од 49 општинских средишта округа Пинеберг. Према процјени из 2010. у општини је живјело 1.616 становника. Посједује регионалну шифру (AGS) 1056010.

## Географски и демографски подаци
Бранде-Хернеркирхен се налази у савезној држави Шлезвиг-Холштајн у округу Пинеберг. Општина се налази на надморској висини од 9 метара. Површина општине износи 13,1 km². У самом мјесту је, према процјени из 2010. године, живјело 1.616 становника. Просјечна густина становништва износи 123 становника/km².

## Међународна сарадња
| Мјесто  | Држава | Врста сарадње | Од    |
| ------- | ------ | ------------- | ----- |
| Томеруп | Данска | партнерство   | 1993. |
| Извор   |        |               |       |